# Беляндра, Василий Яковлевич
Василий Яковлевич Беляндра (1914—1967) — лейтенант Рабоче-крестьянской Красной Армии, участник Великой Отечественной войны, Герой Советского Союза (1943).

## Биография
Василий Беляндра родился 5 января 1914 года в селе Досовка (ныне — Денисовский район Костанайской области Казахстана) в крестьянской семье.
С 1930 года проживал в селе Боролдой Кеминского района Киргизской ССР. Получил начальное образование, после чего работал кузнецом и комбайнёром. В августе 1941 года был призван на службу в Рабоче-крестьянскую Красную Армию. С сентября того же года — на фронтах Великой Отечественной войны. Участвовал в Сталинградской битве, был ранен. В 1943 году Беляндра окончил курсы младших лейтенантов, стал командовать взводом 3-го мотострелкового батальона 23-й гвардейской мотострелковой бригады 7-го гвардейского танкового корпуса 3-й гвардейской танковой армии Воронежского фронта. Отличился во время битвы за Днепр.
В ночь с 21 на 22 сентября Беляндра вместе со своими бойцами, несмотря на массированный вражеский пулемётный, миномётный и артиллерийский огонь, первым в своём подразделении форсировал Днепр в районе деревни Трахтемиров Каневского района Киевской области Украинской ССР, захватил её и закрепился на плацдарме. Противник предпринял ряд контратак. Лишь за 28 и 29 сентября взвод Беляндры отразил семь атак, уничтожив два танка «Тигр», три самоходных орудия и около двух рот пехоты противника.
Указом Президиума Верховного Совета СССР от 17 ноября 1943 года за «образцовое выполнение боевых заданий командования на фронте борьбы с немецко-фашистскими захватчиками и проявленные при этом мужество и героизм» гвардии младший лейтенант Василий Беляндра был удостоен высокого звания Героя Советского Союза с вручением ордена Ленина и медали «Золотая Звезда» за номером 2138.
В 1944 году вступил в ВКП(б). В 1945 году в звании лейтенанта Беляндра был уволен в запас. Вернулся в колхоз имени Кирова Боролдайского сельсовета Киргизской ССР, работал механиком на местной машинно-тракторной станции. Умер 12 марта 1967 года.
Был также награждён орденами Красного Знамени, Александра Невского, Отечественной войны 1-й степени, двумя орденами Красной Звезды, а также рядом медалей. В честь Беляндры названы улицы в посёлке Быстровка и села Боролдой в Кыргызстане.